# Asahi Masuyama
Asahi Masuyama (født 29. januar 1997) er en japansk fodboldspiller, som spiller for den japanske fodboldklub Vissel Kobe.